# РБУ-12000
РБУ-12000 «Удав» — советский реактивный комплекс противоторпедной защиты. Представляет собой бомбомёт со стационарной наводящейся в двух плоскостях пусковой установкой, имеющей десять радиально размещённых стволов. Предназначен для уничтожения подводных лодок и атакующих торпед противника. Может также использоваться для поражения подводных диверсионных сил и средств. Стоит на вооружении Военно-Морского Флота Российской Федерации

## Описание
Одним залпом комплекса «Удав-1М» с вероятностью 0,9 обеспечивается срыв атаки прямоидущей торпеды и с вероятностью 0,76 - самонаводящейся торпеды. Столь высокая эффективность комплекса обеспечивается постановкой на траектории движения торпеды нескольких «дрейфующих завес», создаваемых различными типами реактивных снарядов.
Реализованный в комплексе способ программной автоматической стрельбы реактивными снарядами разного назначения обеспечивает создание высокоэффективной эшелонированной системы защиты кораблей от атакующей торпеды. Особенность комплекса заключается в том, что в одном залпе производится пуск различных типов реактивных снарядов на рассчитанную для них дальность. Первый рубеж обороны формируют два снаряда-отводителя, с помощью которых ставятся четыре ложные цели. При захвате ложной цели торпеда уходит с атакующей траектории и совершает движение с наведением на ложные цели до полной остановки своего двигателя. При «прорыве» первого эшелона защиты корабля торпеду встречает «дрейфующее» минное поле, установленное снарядами-заградителями. Прохождение торпеды через зону поражения снаряда-заградителя приводит к её разрушению. При прорыве первого и второго эшелона защиты корабля производится залп глубинными снарядами на поражение.
Состав комплекса: реактивные снаряды (отводитель и заградительно-глубинный), пусковая установка, устройство подачи, приборы управления стрельбой.

## Использование
Установлены на следующих типах кораблей:
- Адмирал флота Советского Союза Кузнецов (авианесущий крейсер)
- Крейсера проекта 1144
- Большие противолодочные корабли проекта 1155